# Vienna Open 2017
Il Vienna Open 2017, noto anche come Erste Bank Open per motivi di sponsorizzazione, è stato un torneo di tennis che si è giocato su campi di cemento al coperto. È stata la 43ª edizione del Vienna Open e faceva parte della serie ATP Tour 500 dell'ATP World Tour 2017. Gli incontri si sono svolti nella Wiener Stadthalle di Vienna, in Austria, dal 23 al 29 ottobre 2017.

## Partecipanti

### Teste di serie
| Nazionalità | Giocatore           | Ranking* | Testa di serie |
| ----------- | ------------------- | -------- | -------------- |
| Germania    | Alexander Zverev    | 5        | 1              |
| Austria     | Dominic Thiem       | 6        | 2              |
| Bulgaria    | Grigor Dimitrov     | 8        | 3              |
| Spagna      | Pablo Carreño Busta | 11       | 4              |
| Stati Uniti | John Isner          | 13       | 5              |
| Stati Uniti | Sam Querrey         | 14       | 6              |
| Sudafrica   | Kevin Anderson      | 16       | 7              |
| Francia     | Jo-Wilfried Tsonga  | 17       | 8              |

* Ranking al 16 ottobre 2017.

### Altri partecipanti
I seguenti giocatori hanno ricevuto una wild card per il tabellone principale:
- Ernests Gulbis
- Sebastian Ofner

I seguenti giocatori sono passati dalle qualificazioni:

- Guillermo García López
- Pierre-Hugues Herbert
- Dennis Novak
- Guido Pella

Il seguente giocatore è entrato come lucky loser:
- Thomas Fabbiano

### Ritiri
Prima del torneo
- Tomáš Berdych →sostituito da  Kyle Edmund
- Grigor Dimitrov →sostituito da  Thomas Fabbiano
- Ivo Karlović →sostituito da  Damir Džumhur
- Gaël Monfils →sostituito da  Andrej Rublëv
- Milos Raonic →sostituito da  Philipp Kohlschreiber

## Campioni

### Singolare
Lucas Pouille ha sconfitto  Jo-Wilfried Tsonga con il punteggio di 6–1, 6–4.
- È il terzo titolo in carriera per Pouille, il secondo della stagione.

### Doppio
Rohan Bopanna /  Pablo Cuevas hanno sconfitto  Marcelo Demoliner /  Sam Querrey con il punteggio di 7–6(7), 6(4)–7, [11–9].